# Il mare della fertilità
Il mare della fertilità (豊饒の海?, Hōjō no umi) è una tetralogia composta dallo scrittore giapponese Yukio Mishima. Terminata nel 1970, è l'ultima e conclusiva grande opera dello scrittore giapponese, la cui stesura finale prelude, precedendolo di pochi mesi, allo spettacolare suicidio rituale con cui lo scrittore si darà la morte il 25 novembre, dopo aver inneggiato alla restaurazione dei principi morali e spirituali della tradizione culturale giapponese, sottomessa all'occidentalizzazione sperimentata nel secondo dopoguerra.
Il titolo deriva dal nome del Mare Fecunditatis (cioè, in latino, "mare della fecondità", o "mare della fertilità"), uno dei mari lunari, usato dall'autore quale metafora sul senso della vita, che appare come l'illusione di un mare fecondo (come sembrò all'astronomo Keplero la superficie della Luna), ma in realtà si risolve in un deserto esistenziale, proprio come è in realtà quello lunare.
In Italia, i quattro libri, pubblicati in origine da Bompiani, sono stati poi raccolti da Arnoldo Mondadori nel secondo dei volumi dedicato all'autore dalla collana editoriale I meridiani (Yukio Mishima, Romanzi e Racconti, vol. 2). L'editore Feltrinelli ha proposto tutti e quattro i libri della tetralogia in una nuova traduzione.

## Contenuto dell'opera
I quattro romanzi sono:
- Neve di primavera (春の雪?, Haru no yuki) - 1965/1967
- Cavalli in fuga / A briglia sciolta (奔馬?, Honba) - 1968
- Il tempio dell'alba (曉の寺?, Akatsuki no tera) - 1970
- Lo specchio degli inganni / La decomposizione dell'angelo (天人五衰?, Tennin gosui) - 1970

Il protagonista dell'intera opera è Shigekuni Honda.
In Neve di primavera, Honda ha 18 anni e rappresenta l'uomo del tutto soggiogato dalla razionalità, al punto da escludere ogni realtà sentimentale. Alla sua figura si opporrà il giovane amico Kiyoaki Matsugae.
In Cavalli in fuga, il non più giovane Honda, oramai giudice in carriera, incontrerà Isao Inuma, giovane "cavallo in fuga", reincarnazione di Kiyoaki e votato al patriottismo fino alla morte. Il libro si concluderà con il seppuku di quest'ultimo.
Il tempio dell'alba racconta la storia di una giovane principessa thailandese, seconda reincarnazione di Kiyoaki, di cui il 
sessantenne Honda si innamorerà alla follia.
La decomposizione dell'angelo (la cui ultima pagina è datata simbolicamente con lo stesso giorno del suicidio rituale dell'autore, anche se il libro fu terminato circa tre mesi prima), vedrà Honda alle prese con un ragazzo diciottenne di nome Toru. Convinto che quest'ultimo sia la terza reincarnazione di Kiyoaki, decide di adottarlo.